# Khổ (Phật giáo)
Khổ (chữ Hán: 苦, tiếng Phạn: duḥkha, tiếng Pali: dukkha) là một khái niệm quan trọng của Phật giáo, là cơ sở của Tứ diệu đế. Khổ là một trong ba tính chất của sự vật và được đúc kết trong câu nhận định Đời là bể khổ.
Không phải chỉ là những cảm thụ khó chịu mới là Khổ. Khổ dùng để chỉ tất cả mọi hiện tượng vật chất và tâm thức, xuất phát từ Ngũ uẩn, chịu dưới quy luật của sự thay đổi và biến hoại. Như thế tất cả những điều an lạc đang có cũng là khổ vì chúng sẽ hoại diệt. Khổ xuất phát từ Ái (sa. tṛṣṇā) và con đường thoát khổ là Bát chính đạo..
Chân lý thứ nhất - Khổ đế - của Tứ diệu đế nói về tính chất của khổ như sau:
| “ | Sinh là khổ; già là khổ; bệnh là khổ; chết là khổ; lo lắng, than thở, buồn rầu, tuyệt vọng là khổ; không đạt gì mình ưa thích là khổ; nói tóm lại: mọi thứ dính líu đến Ngũ uẩn là khổ. Sanh khổ, lão khổ, bệnh khổ, tử khổ, ái biệt ly khổ, oán tắng hội khổ, cầu bất đắc khổ, ngũ uẩn xí thạnh khổ. | ” |

## Phân loại
Xét theo nguyên nhân và mức độ gây khổ thì có tam khổ (ba loại khổ), còn nếu xét theo hình thức sự việc thì có bát khổ (tám loại khổ).

### Tam khổ
Tam khổ là ba nỗi khổ xét theo nguyên nhân và mức độ gây khổ, gồm:
1. Khổ khổ (sa. duḥkha-duḥkha)
Nghĩa là khổ vì những sự khổ của thế tục, chẳng hạn khổ vì đói khát, khổ vì phải trải nạn chiến tranh. Đây là mức độ khổ thấp nhất mà ai cũng cảm nhận được.[2]
2. Hoại khổ (sa. vipariṇāma-duḥkha)
Nghĩa là khổ vì sự thay đổi. Ở cấp độ này, ngay cả những kinh nghiệm tưởng có vẻ khoái lạc thì cũng là khổ. Sở dĩ con người cảm thấy các kinh nghiệm đó là vui sướng là bởi họ đã so sánh chúng với những kinh nghiệm đau đớn. Sự vui sướng đó chỉ là tương đối. Trong khi đó, sự vật luôn thay đổi, vì vậy sau một thời gian thì những kinh nghiệm tưởng chừng là vui sướng đó chỉ còn là sự nhàm chán, không thỏa mãn,[3] sự vui sướng rồi cũng mất đi.
3. Hành khổ (sa. saṃskāra-duḥkha)
Nghĩa là cái khổ bao trùm tam giới, sáu cõi (tất cả chúng sanh trong luân hồi). Minh họa của cái khổ này là hợp uẩn cấu nhiễm của chúng sanh và cái hợp uẩn cấu nhiễm này không những là nền tảng cho cái khổ trong kiếp này mà còn là nền tảng cho đau khổ trong kiếp sau. Cái khổ này nối tiếp nhau kéo từ đời này sang đời khác một khi con người vẫn nằm trong vòng vô minh.[4] Sự nhận biết về khổ ở mức độ này là sâu sắc nhất.[5]

### Bát khổ
Bát khổ là tám nỗi khổ xét theo hình thức sự việc, thực ra đều thuộc loại Khổ khổ trong Tam khổ. Nhân sinh quan Phật giáo cho rằng "đời là bể khổ"; con người ai ai cũng phải chịu bát khổ, gồm:
1. Sinh khổ
Con người khổ trong sự sinh sống. Người ta khổ từ khi còn là bào thai trong bụng mẹ. Con phải nằm trong bụng mẹ chật hẹp, cũng là khổ. Mẹ phải mang nặng đẻ đau biết bao khó nhọc, đó là khổ. Sinh con ra rồi thì cha mẹ cũng phải khổ. Con người sống trên đời phải mưu kế sinh nhai, cũng là khổ.
2. Lão khổ
Khi đến tuổi già thì thân thể trở nên già nua, mắt mờ, tai điếc. Đó là khổ.
3. Bệnh khổ
Con người phải chịu đau đớn, khổ sở cả về thể xác và tinh thần khi mắc bệnh. Đó là khổ.
4. Tử khổ
Khi sắp chết thì sợ hãi tinh thần, ngạt hơi, thân xác rất đau khổ. Chết đi rồi thì thân xác phân hủy, hôi tanh, gia quyến đau lòng. Đó là khổ.
5. Ái biệt ly khổ
Con người phải chịu khổ khi yêu mà lại phải chia lìa điều mình yêu thích, hàng ngày đem lòng mong nhớ. Đó là khổ. Có hai loại ái biệt ly khổ: sinh ly (chia lìa nhau khi còn sống) và tử biệt (chia lìa nhau khi chết).
6. Sở cầu bất đắc khổ (hay cầu bắt đắc khổ, bất tác ý khổ)
Con người khổ khi không được toại (bất đắc) nguyện vọng, tham muốn, khao khát của bản thân (sở cầu). Chẳng hạn, lúc đói thì muốn có cái ăn cái mặc; lúc no lại muốn giàu sang phú quý.
7. Oán tắng hội khổ (怨憎会苦)
Con người chịu khổ khi phải tiếp xúc với những thứ mà không thích hoặc oán ghét.
8. Ngũ uẩn khổ (hay ngũ uẩn xí thạnh khổ)
Con người khổ vì có sự hội tụ và xung đột của ngũ uẩn - sắc, thụ, tưởng, hành và thức - trong cơ thể. Chẳng hạn, mơ ước (tưởng) quá thì cũng khổ, biết (thức) nhiều thì cũng khổ.